# Gnajs
Gnajs je metamorfna stijena koja ovisno o postanku ima različitu strukturu: dinamotermalni gnajsevi imaju granolepidoblastičnu, a kataklastični okcastu ili flaser strukturu.
Nastaje metamorfozom pelita (glinom bogate sitnozrnate sedimentne stijene) ili granita, a kritična parageneza sastoji se od kvarca, plagioklasa, K-feldspata, muskovita i/ili biotita. Uz te mogu se pojaviti još neki tipomorfni minerali koji ukazuju na uvjete postanke poput kianita (distena), hornblende, granata, staurolita, sillimanita, cordierita, andaluzita i drugih.